# 甘肃卫视
甘肃卫视，是甘肃电视台下辖的一个卫星频道，其前身是甘肃电视台第一套节目，1998年12月18日上星后改为甘肃电视台卫星频道。

## 历史与发展
- 1970年10月3日，兰州电视台正式开播。
- 1977年10月1日，兰州电视台改名为甘肃电视台。
- 1998年12月18日，甘肃电视台第一套节目实现上星播出，标志着甘肃卫视节目信号正式开播。
- 2004年12月16日，甘肃省广播电影电视总台挂牌成立，甘肃卫视频道正式组建。
- 2008年，甘肃卫视进行第一次改版，实现24小时播出。
- 2010年，甘肃卫视三档新闻节目《甘肃新闻》 《午间20分》 《今晚播报》（现《新闻晚高峰》）全部实现直播。
- 2014年7月21日开始，每周一到周五，采用全新节目编排，重点推出了打造原创节目的920黄金档冲击波。[1]
- 2022年1月26日，甘肃卫视高清信号正式上星，甘肃卫视进入卫星覆盖高、标清同播时代。[2]

## 节目

### 新闻节目
- 甘肃新闻
- 午间20分
- 新闻晚高峰
- 同步世界

### 920黄金档节目
- 边走边看
- 决胜海陆空
- 一起回家吧
- 大国文化
- 怀旧好声音

### 财经节目
- 交易日
- 中国股市报告
- 投资论道
- 新财富夜谈